# راي موريس
راي موريس (بالإنجليزية: Ray Morris)‏ هو لاعب دوري الرغبي أسترالي، ولد في 1908 في Ashfield, New South Wales ‏ في أستراليا، وتوفي في 10 أغسطس 1933 في فاليتا في مالطا.